# John B. Vorster
Balthazar Johannes "B. J." Vorster (afrikaans kiejtése: [ˈbaltɑːzar juəˈhanəs ˈfɔrstər]; más néven John Vorster; Uitenhage, 1915. december 13. – Fokváros, 1983. szeptember 10.) dél-afrikai politikus, a Dél-afrikai Köztársaság miniszterelnökeként szolgált 1966-tól 1978-ig. 1978-79 között pedig elnöki posztot töltött be. Karrierje nagy részében BJ Vorster néven ismerték, és az 1970-es években kezdte előnyben részesíteni az angolosított John nevet.
Vorster határozottan ragaszkodott országa apartheid-politikájához, felügyelte (igazságügyi miniszterként) a Rivonia-pert, amelyben Nelson Mandelát szabotázsért életfogytiglani börtönbüntetésre ítélték, (miniszterelnökként) a terrorizmusról szóló törvényt, a nem fehérek által vezetett politikai pártok teljes eltörlését. Igyekezett jó viszonyt kialakítani a Dél-Afrika mellett kialakult két új volt portugál gyarmatból létrejött országgal, Mozambikkel és Angolával . 1978-ban belekeveredett a Muldergate-botrányba, és lemondott a miniszterelnökségrő.

## Fordítás
Ez a szócikk részben vagy egészben  a   BJ Vorster című angol Wikipédia-szócikk ezen változatának fordításán alapul.  Az eredeti cikk szerkesztőit annak laptörténete sorolja fel. Ez a jelzés csupán a megfogalmazás eredetét és a szerzői jogokat jelzi, nem szolgál a cikkben szereplő információk forrásmegjelöléseként.